# Нондолтон
Нондолтон (англ. Nondalton) — город в боро Лейк-энд-Пенинсула, штат Аляска, США.

## География
Нондолтон расположен на юго-западном берегу озера Сикс-Майл в 23 километрах к северу от озера Илиамна — крупнейшего озера Аляски и восьмого по величине в США. Площадь города составляет 22,7 км², из которых 1 км² составляют открытые водные пространства. Нондолтон обслуживает одноимённый аэропорт, автомобильных дорог до города не проложено.

## История
Слово нондалтон в переводе с языка танаина означает «озеро за озером», так как поселение стоит на берегу одного из озёр, вытянутых в цепочку. Первое упоминание об этом населённом пункте относится к 1909 году, тогда деревня располагалась на северном берегу озера Сикс-Майл, но в 1940 году она «переехала» на 5 километров в связи с истощением запасов древесины и ростом грязевых пластов, и ныне Нондолтон стоит на юго-западном берегу этого озера. 18 мая 1971 года поселение получило статус города (city). К XXI веку в городе имеются универсальный магазин, почтовое отделение (работает с 1938 года), школа, клиника, русская православная церковь, завод по очистке воды, почти все дома снабжены электричеством и телефонной связью. Жители города выступают против проекта «Галечная шахта», который может ухудшить экологию их региона.

## Демография
По переписи 1990 года в Нондолтоне проживало 178 человек.
По переписи 2000 года в Нондолтоне проживал 221 человек (68 домохозяйств, 49 семей). Расовый состав: белые — 9,5 %, коренные американцы — 89,14 % (поэтому продажа алкоголя в городе запрещена), уроженцы тихоокеанских островов, включая Гавайи — 0,45 % (1 человек), смешанные расы — 0,9 % (2 человека), латиноамериканцы (любой расы) — 0,45 % (1 человек).

39,8 % жителей были младше 18 лет, 7,7 % — в возрасте от 18 до 24 лет, 29,9 % — от 25 до 44 лет, 14,9 % — от 45 до 64 лет и 7,7 % жителей были старше 64 лет. Средний возраст жителя — 28 лет. На 100 женщин приходилось 121 мужчина, при этом на 100 совершеннолетних женщин приходилось 133,3 совершеннолетних мужчин.

Средний доход на семью составил 20 694 долларов в год, доход на душу населения — 8411 долларов в год, 37,3 % семей и 45,4 % населения жили за чертой бедности, из них 51,7 % были несовершеннолетними и 39,1 % пенсионерами.
По переписи 2010 года в Нондолтоне проживало 164 человека. Расовый состав: белые — 15,85 %, коренные американцы — 63,41 %, смешанные расы — 20,73 %.
По оценке 2012 года в Нондолтоне проживало 167 человек: 81 мужчина и 86 женщин, средний возраст жителя — 28,8 лет. Происхождение предков: немцы — 20,4 %, норвежцы — 18,1 %, голландцы — 1,5 %, англичане — 1,2 %.